# Club de Deportes Provincial Curicó Unido
El Club de Deportes Provincial Curicó Unido es un club de fútbol chileno de la ciudad de Curicó, Región del Maule. Fue fundado el 26 de febrero de 1973, luego de la disolución del Club de Deportes Badminton (institución creada en Santiago, que se trasladó a Curicó), con la idea de crear un equipo más representativo de la ciudad en el fútbol profesional. Actualmente juega en la Liga de Ascenso de Chile.
El club consiguió para su palmarés dos campeonatos de Primera B (2008 y 2016-17), ambos obtenidos con Luis Marcoleta como director técnico, y un título de Tercera División (2005), conseguido tras permanecer 15 años consecutivos en la categoría. Además, los "albirrojos" contabilizan una participación en torneos internacionales, la Copa Libertadores 2023, la que disputaron en su Fase 2, en virtud de su 3° lugar en la tabla de la Primera División 2022, su mejor campaña histórica.
Curicó Unido es reconocido y destacado a nivel nacional, por ser uno de los pocos clubes del fútbol profesional chileno en seguir el modelo de Corporación Deportiva, en vez de existir como una Sociedad Anónima Deportiva Profesional, como lo son el resto de equipos del balompié en aquel país. Las principales decisiones dirigenciales y organizativas recaen en su masa social y las asambleas en los que éstos asisten de forma periódica, junto a los comicios en los que dichos socios deben participar para elegir a las directivas,creando una identificación importante entre el club y sus hinchas.
El "Curi" hace de local en el Estadio La Granja, recinto inaugurado en 1949 y remodelado en los años 2010 y 2016, con capacidad para 8278 espectadores. Sus clásicos rivales son Rangers de Talca, equipo con el cual disputa el Clásico del Maule y Ñublense de Chillán, con quien de igual manera tiene una intensa rivalidad.

## Historia

### Antecedentes
Los orígenes del fútbol profesional en Curicó se remontan al Deportivo Alianza, que tuvo una corta etapa en Segunda División en la segunda mitad de la década de los '50. Acabado el paso del Alianza en el profesionalismo, surge el Club Deportivo Luis Cruz Martínez como nuevo estandarte de la ciudad, aunque tampoco sin mucho brillo; en la década de 1960 jugó en la Segunda División, hasta el descenso a su asociación de origen en 1966, al ocupar el penúltimo lugar de la tabla del campeonato oficial de Segunda División de ese año. Sin embargo, el Luis Cruz cuenta con el logro de haber derrotado en la final de la Copa Preparación 1962 a Universidad Católica por 2-1, en el desaparecido Estadio Independencia, hasta ahora el mayor título obtenido por un equipo de la zona.
Desde ese entonces, la ciudad de Curicó buscaba un club que volviera el fútbol profesional. Los primeros intentos, en el verano de 1967, fueron tratar de postular al mismo Luis Cruz Martínez, viéndose frustrada esta opción. En 1968, llegó a la ciudad el Club de Deportes Badminton santiaguino, luego de poner fin a su fusión con Ferroviarios, que constituían al Club Deportivo Ferrobádminton.
El 1 de marzo de 1970, el Badminton se afilió a la Asociación Curicó, y adoptó el nombre de Badminton de Curicó, participando en el Campeonato de Segunda División de aquel año, lo que permitió el retorno del fútbol profesional a tierras torteras, ausente desde la despedida del Luis Cruz, el 18 de diciembre de 1966.
En 1971, Badminton de Curicó terminó último en la tabla de posiciones del campeonato de Segunda División y descendió a su asociación de origen.

### Fundación, primera caída y grandes campañas en el Ascenso
Luego de la etapa en la que Badminton representó a la ciudad en el fútbol profesional, los dirigentes de la época consideraron que el nombre del club no representaba a Curicó, por lo que al postularlo a la Asociación Central de Fútbol y ocupando su franquicia y derechos para ejercer como institución, el 26 de febrero de 1973 fundaron uno nuevo, completamente curicano, con personalidad jurídica propia y totalmente distinto a Badminton, denominado Club de Deportes Curicó Unido.
El club participó en el Campeonato Amateur Regional de la Zona Central en 1973 y además paralelamente en el Campeonato de Apertura de Segunda División de ese año, llamada Copa Isidro Corbinos, en calidad de invitado. Al año siguiente fue aceptado por la Asociación Central para inscribirse en el fútbol profesional, disputando tanto la Copa Chile 1974 como el campeonato de Segunda División del mismo año como miembro oficial de la división de Ascenso.
Así, en gran parte de la década de 1970, el cuadro curicano fue parte de la división de plata del balompié nacional. Esto, hasta cuando luego de una muy mala campaña, los albirrojos finalizaron últimos en la tabla general del campeonato de 1980 y, junto a Independiente de Cauquenes, descendieron a la recién creada Tercera División, organizada por la ANFA, siendo uno de sus clubes fundadores.
En el Torneo de Apertura 1983, si bien, Curicó Unido logró el cuarto lugar en el Grupo Sur, con 14 puntos, por detrás de Unión Santa Cruz, General Velásquez y Deportes Victoria, estos cuatro clubes fueron promovidos automáticamente a Segunda División por la ACF, en virtud de haber cumplido con exigencias tales como estadios adecuados, asistencias y recaudaciones suficientes para la competencia.
Para la Copa Polla Gol de Segunda División 1984 los curicanos fueron ubicados en el Grupo Centro, acabando en segundo lugar, con el mismo puntaje que el líder de dicha tabla, General Velásquez, pero con menor diferencia de goles, por lo que ambas escuadras clasificaron a la siguiente fase. Allí los albirrojos eliminaron a Unión La Calera y al propio equipo sanvicentano, y se inscribieron en la final del torneo. Dicha final lo cruzó con Iberia de Los Ángeles, equipo que ganó el partido de ida 2-1 y la vuelta 3-0, coronándose campeón, lo que según las bases iniciales de la competición aseguraba el ascenso para Primera División a ambos equipos que disputaban los partidos de definición, sin embargo algunas raras circunstancias en el seno de la Asociación Central de Fútbol, como fueron el cambio de presidente del organismo, significó el cambio en las bases del torneo y el ascenso no se le entregó a ninguno de los clubes finalistas, por lo que Curicó Unido vio frustrado su legítimo derecho de jugar en la Primera División, debido a extrañas decisiones dirigenciales de la época.
Tras ese episodio, el club seguiría logrando buenas campañas, ya que en el Campeonato Oficial de Segunda División del mismo año clasificó a la Liguilla de Ascenso de la Zona Norte junto a Unión La Calera, Súper Lo Miranda y Unión Santa Cruz, en la que acabó en segundo lugar con 2 puntos, bajo el conjunto calerano que remató con 6 puntos y ascendió a Primera División. En los torneos de Segunda División 1985 y Segunda División 1988 también clasificó al mini-torneo final, pero estas veces sin posibilidades concretas de subir.
A mediados de 1989 el Curi comenzó su temporada en el campeonato de Segunda División 89, el domingo 25 de junio ante la Universidad de Chile, uno de los clubes grandes del país recientemente descendido por primera vez en su historia, en una lluviosa tarde en La Granja. Con cerca de 8 mil espectadores, y un ambiente inédito para la ciudad, los locales vencieron a los azules por 2 a 1 con goles de Héctor Miranda y Walter Segovia, y lograron la victoria más mediática de su historia hasta entonces, dado el favoritismo de su rival. Aunque esa efervescencia no se trasladó al resto del campeonato, ya que el elenco albirrojo quedó lejos del primer lugar, y curiosamente recibió a "los chunchos" nuevamente, en la penúltima fecha de la Liguilla Ascenso Sur y esta vez con realidades muy distintas; la U. de Chile derrotó 3-0 a Curicó Unido y selló su retorno a Primera, luego de su fugaz paso por el torneo del ascenso, que inició en el mismo estadio en el que dio la vuelta olímpica, mientras que Curicó solo alcanzó el quinto lugar de la tabla en la Liguilla.

### Década y media en Tercera: crisis, resistencia y revolución
En el primer año de la década de 1990 Curicó debió jugar la Liguilla de Descenso Sur de seis equipos, en donde finalizó penúltimo y le correspondió la pérdida de la categoría, al igualar en puntaje con Deportes Linares, pero con menor diferencia de goles para el equipo curicano, contra los de Linares que jugó la Promoción. En el último partido que disputó en esa temporada enfrentó a Deportes Valdivia, el día 13 de enero de 1991 en el Estadio La Granja, con resultado de 4-1 a favor del conjunto curicano. El último gol "profesional" en mucho tiempo corrió por cuenta del volante Juan Santibáñez.
Casi un mes después del descenso, el equipo comenzó su participación en la Copa Confraternidad, un torneo de Apertura amateur, con equipos de Tercera y Cuarta División. Curicó cayó 2-1 ante Unión Santa Cruz en la primera fecha, pero luego ganó todos los siguientes partidos y clasificó a la final para enfrentarse a Atlético Curacaví, en definición de ida y vuelta. Ambos partidos resultaron en empate, por lo que se definió a penales, ganando el equipo maulino por 4-2, en duelo jugado el 31 de marzo, y dando la vuelta olímpica en el Estadio Digeder de Curacaví. En el Torneo Oficial, clasificó con lo justo a la Liguilla Ascenso, pero a tres fechas del término del torneo, Curicó perdió ante Santa Cruz (a la postre campeón), y le dijo adiós al sueño del retorno inmediato a Segunda División.
De ahí en adelante. las actuaciones del club eran buenas, clasificaba a las liguillas finales, pero nunca lograba quedarse con los lugares de ascenso. En 1996 el club clasificó a la Segunda Fase, tras quedar cuarto en la tabla de la Primera Fase Grupo Centro, por sobre General Velásquez, pero luego del partido entre ambos, que definía el clasificado a la siguiente instancia, los dirigentes del equipo verde enviaron una carta, en la cual alegaban que los curicanos habían presentado 4 jugadores mayores de 23 años en cancha (las reglas decían como máximo 3). El campeonato -en las zonas en que incumbía este reclamo- se detuvo por casi un mes, el equipo albirrojo fue despojado de su clasificación en cancha, y General Velásquez ocupó ese espacio en la Zona Sur-Ascenso. Por su parte, Curicó Unido fue sentenciado a jugar en la Zona Centro-Descenso y luchar por no perder la categoría. En esa última situación, logró el primer lugar salvándose de todo peligro.
En los sucesivos años el aspecto institucional del club comenzó a empeorar, debido a malas decisiones dirigenciales, hasta el punto de que a finales del decenio el Curi estaba en una profunda crisis económica, que colocó a la corporación al borde del abismo. Es allí donde surgieron actores claves que aportaron para seguir adelante con la institución, entre ellos Mario Muñoz, el único dirigente que siguió en pie ene esta oscura etapa, Julio Ode que asumió como nuevo presidente de Curicó Unido en el año 2000, la incondicional hincha Edith Véliz que organizaba rifas en el estadio para recaudar algo de dinero, el empresario Benjamín González, dueño de la empresa curicana Multihogar, auspiciador principal de la camiseta, y "Marginales", la barra creada por algunos jóvenes para apoyar al equipo en estos difíciles momentos y que motivaron a más personas a seguir al equipo de la ciudad. 
Tras llegar a un acuerdo, el 26 de abril de 2001, se firmó el acta de constitución de Club de Deportes Provincial Curicó Unido, producto de la fusión de Curicó Unido (que entonces jugaba en Tercera División) y Provincial Curicó (que jugaba en Cuarta División), con motivos económicos y luego de años de reuniones y tratativas entre ambos clubes. El acta fue firmada por Julio Ode, presidente de Curicó Unido y Pedro Arriagada, presidente de Provincial Curicó. La fusión no fue aprobada, puesto que Provincial Curicó no contaba con personalidad jurídica, la cual era requerida en la fusión, motivo por la cual quedó anulada. Finalmente Deportes Curicó Unido modificó su nombre a Club de Deportes Provincial Curicó Unido, el 2 de agosto de 2001. En tanto, Provincial Curicó (un club creado en 1998, con el afán de entrenar a jóvenes futbolistas de la zona), cesó sus actividades para entregarle apoyo a Curicó Unido, tanto económico como para restaurar sus divisiones inferiores. Este nuevo proyecto a mediano plazo comenzó a mostrar resultados en las temporadas siguientes: el equipo mejoraba en lo deportivo, las deudas comenzaron a desaparecer  y el club estaba mejor organizado dirigencialmente, y la gente se volvió a re-encantar con esta nueva versión de la institución, aumentando considerablemente el apoyo en las gradas del estadio.
En la temporada 2004 el club estaba claramente mejor que en años anteriores y el equipo arrasaba con sus rivales en la cancha. Dirigidos por Jaime "Tiburón" Nova, clasificaron a la Liguilla Final (algo que no ocurría desde 1995), y luego de sólidos triunfos ante Deportivo Lo Barnechea por 4-1 de local, Trasandino en Los Andes por 2-1 y un contundente 3-0 ante Ñublense de local, bastaba una victoria ante Barnechea en la capital para dar la vuelta olímpica. Sin embargo, Curicó cedió puntos y cayó sorpresivamente por 2-0, oportunidad que fue aprovechada por Ñublense que acortó distancias a 3 positivos. En la penúltima fecha, Curicó consiguió un triunfo épico ante Trasandino por 3-2 en los descuentos, en un estadio La Granja abarrotado de gente, sin embargo Ñublense había ganado en Santiago y forzaba a la definición en la última fecha, que enfrentaría a torteros y chillanejos. Curicó, aún como puntero, le bastaba un empate en Chillán para retornar al fútbol profesional, y partió ganando tempranamente con gol de Rodrigo Sáez. Finalmente, los "diablos rojos" se impusieron por 2 a 1 en los descuentos, gracias a la anotación de Wladimir Herrera. Al empatar en puntos, Curicó y Ñublense (12 puntos cada uno), debieron dirimir el título en un partido de desempate en el Estadio Fiscal de Linares, el martes 28 de diciembre, en donde Ñublense ganó por 2 a 0, arrebatándole el título y el ascenso a los albirrojos.

### Campeón 2005 y retorno al profesionalismo tras 15 años
Tras perder el título de manera increíble, Curicó Unido buscó una pronta revancha el siguiente año. Se inscribió nuevamente en la Liguilla Final y disputó palmo a palmo el título con Trasandino de Los Andes hasta la última jornada. A la última fecha, Trasandino llegaba con un punto de ventaja sobre Curicó, debiendo jugar ante Municipal Iquique en el norte, por su parte Curicó Unido lo hizo ante Iberia, en un estadio La Granja lleno. El equipo dirigido ahora por Eduardo Cortázar, por fin lograría la gloria, ya que Trasandino sólo igualó 1-1 con Iquique y Curicó goleó a Iberia por 4 a 0, con goles de Carlos Araya, Sebastián Narvai, Johan Fuentes y Rodrigo Sáez. Tras 15 años de sufrimiento, Provincial Curicó Unido volvía al fútbol profesional, y ganaba el primer título oficial de su historia. Los jugadores de esa campaña fueron Pablo Pacheco, Óscar Caamaño, Boris Aravena, Daniel Briceño, Johan Fuentes, Luis Rodríguez, Felipe Pavez, Mario Galleguillos, Rodrigo Sáez, Sebastián Narvai, Jorge "Gato" Valdivia, Carlos "Pepey" Moreira, Alejandro Blanco, Francisco Urra, Nelson Fuentes, Ari Reyes, Manuel Maturana, Luis Santelices, Sergio Aravena, Héctor González, Carlos Araya, Miguel Ábrigo, Damián Muñoz y Alberto "Makanaki" Godoy.
La primera temporada tras el regreso a la segunda categoría, comenzó con un triunfo a Magallanes por 3 a 1, en el Estadio San Carlos de Apoquindo. y una victoria 2-0 ante Deportes Temuco en el estreno como local del club en su estadio, en la fecha siguiente. Luego de una atractiva campaña, Curicó Unido se ubicó en el quinto lugar de la Liguilla de Ascenso, a un punto de Fernández Vial, que jugó la Promoción. Los jugadores más destacados de esa campaña fueron Luis Vásquez, Carlos Bechtholdt, Nelson Rebolledo, Carlos Espinosa, Rodrigo "Mágico" Cáceres, Rodrigo Soto, Víctor Hugo Ávalos, Carlos Moreira, Pedro Muñoz, Boris Aravena y Diego Díaz.
Además, en noviembre de 2006 empezó a regir la ley de Sociedades Anónimas Deportivas para los clubes deportivos profesionales del país, y tras ser discutido en una asamblea de socios, éstos ratificaron la decisión de convertir al club en Corporación, hecho determinante para el futuro de la institución, que seguía siendo de sus socios, hinchas y la comunidad.
Las expectativas para el siguiente torneo eran altas, dada la gran temporada pasada, los buenos resultados en la pretemporada con triunfos ante clubes de Primera y el alto valor del plantel. Finalmente, ocurrió lo contrario, y Germán Cornejo, el técnico contratado a comienzos de año fue despedido de su cargo debido a su pobre campaña. En su reemplazo llegó Juan Ubilla, a un Curicó peleando el descenso junto con Unión San Felipe y el Deportes Temuco de Eduardo Bonvallet, aunque finalmente se salvaron en la penúltima fecha, luego de un sufrido triunfo ante Deportes Copiapó en La Granja por 2-1, hecho que además significó el descenso de Temuco a 3ª. Aquel plantel, a pesar de la mala temporada, lo formaron buenos jugadores, tales como Eric Carrasco, Carlos Cáceres (goleador del equipo con 11 tantos), Luis Vásquez, Carlos Bechtholdt, Jorge Aquino, David Reyes, Eduardo Díaz, Jonathan Varas y el entonces juvenil Fernando Cordero (a préstamo desde Unión Española).

### Histórico ascenso y breve paso por Primera A
En 2008, después de una reestructuración del plantel, Luis Marcoleta asume el banco albirrojo. Luego de una excelente campaña, sobre todo por un rendimiento sólido como local, el equipo logró el Campeonato de Apertura, asegurando un cupo en una eventual final con el campeón del Clausura, en caso de no obtener el ascenso de forma directa. Esa hazaña lo consiguió el miércoles 18 de junio, cuando en el Estadio Regional Chiledeportes de Valparaíso, derrotaron por 2 a 1 a Santiago Wanderers, con goles de Bibencio Servín y Juan José Albornoz.
En el Clausura Curicó Unido obtuvo la tercera posición, pero en la tabla anual aseguró el primer lugar, por lo que ascendió directo a Primera División, por primera vez en su historia, el día 27 de octubre, cuando derrotó en La Granja a Deportes Puerto Montt, por la cuenta mínima con el tanto de Rodrigo Riquelme, por intermedio de un cabezazo, logrando así el objetivo subiendo de forma directa. Aquel plantel lo conformaron: Luis Vásquez, Luis Varas, Felipe Miranda, Francisco Ayala, José Mardones, Rodrigo Riquelme, Juan Carlos Muñoz, Patricio Araya, Iván Sepúlveda, Carlos Bechtholdt, Joaquín Ábrigo, Daniel Briceño, Leonel Romero, Sergio Moreno, Juan José Albornoz, Maximiliano Paredes, Jonathan Núñez, Marcelo Soto, Luis Jara, Álvaro Lara, Víctor González, Marcos Sepúlveda, Héctor Patiño, Cristian Vargas, Christian González, Bibencio Servín y Jonathan Varas.
El 31 de enero de 2009, Curicó Unido hizo su debut en la Primera División del fútbol chileno, enfrentando en el Estadio Fiscal de Talca a Colo-Colo, campeón vigente, empatando 2 a 2. Para Curicó Unido, anotaron Sergio Moreno (siendo el primer gol del club en Primera A) y César Díaz en los descuentos del cotejo, mientras que para Colo-Colo marcaron Lucas Barrios y Macnelly Torres. En lo que sería el resto del Torneo de Apertura, Curicó Unido tuvo un desempeño más que aceptable, registrando triunfos importantes ante equipos como Palestino por 4-0 en el Estadio Municipal de La Cisterna (siendo este el primer triunfo en la categoría), Universidad Católica (3-2), Rangers (2-1), y Cobreloa (2-1) en La Granja, terminando en el lugar N°14 de la tabla, con 19 puntos.
En el Torneo de Clausura las cosas se complicaron más de la cuenta. Tuvo destacados resultados como un empate 1-1 ante Colo-Colo en el Estadio Monumental y un 3-0 contra Ñublense como local, pero tuvo otras jornadas negativas como la derrota 0-7 ante Universidad Católica en San Carlos de Apoquindo y además fue sancionado por la ANFP con la resta de 3 puntos, por disputar el partido contra la Universidad de Concepción con seis extranjeros en cancha, siendo que el máximo de jugadores foráneos permitidos por reglamento eran cinco. En la última fecha, cuando Curicó empataba con Everton como local y se estaba yendo al descenso, Rangers de Talca cometió la misma infracción que Curicó había cometido fechas antes (poner seis extranjeros en cancha), se le restó puntaje y terminó bajando directamente a Primera B lo que permitió que los albirrojos quedasen en puestos de liguilla de promoción. En la promoción, derrotó en el partido de ida por 2-1 a San Luis de Quillota, el 2 de diciembre, en el Estadio Municipal de Limache, mientras que en la revancha jugada el domingo 6 de diciembre en el Estadio Municipal Jorge Silva Valenzuela de San Fernando, sorpresivamente San Luis derrotó por 3-0 a Curicó, por lo que los quillotanos terminaron ganando la serie por 4-2, resultado con el que Curicó Unido descendió a la Primera B del fútbol chileno, en su primera incursión en la máxima división nacional.
A pesar del temprano retorno a la Primera B, estos jugadores pasaron a la historia por formar parte de la primera campaña curicana en Primera División: Luis Vásquez, Héctor Barra, Luis Santelices, Claudio Calderón, Jorge Alvarado, Rodrigo Brito, Juan Carlos Muñoz, Felipe Miranda, Sebastián Morquio, Braulio Armoa, Iván Sepúlveda, Patricio Gutiérrez, Mateo Martinelli, Juan José Albornoz, Daniel Briceño, Eric Olivares, Alberto Ortega, Sergio Moreno, Jairo Neira, Johan Fuentes, Sebastián Páez, Marcos Flores, César Díaz, Éver Amarilla, Álvaro Lara, Alejandro Maureira, Eder Godoy, Pedro Muñoz, Sergio Valenti, Ricardo Parada y Nino Rojas.

### Nueva estadía en Primera B
El año 2010 encontró al Curi nuevamente en la segunda categoría del fútbol chileno, y debiendo jugar sus cotejos como local en el Estadio Municipal Jorge Silva Valenzuela de San Fernando, Región de O'Higgins, debido a la demolición y reconstrucción del estadio curicano. El torneo de Primera B 2010 lo inició con Luis Marcoleta en la banca, pero luego de una mala racha de resultados y mal juego, fue despedido y tomó su lugar Raúl Toro, quien ya había sido jugador del club en la década de los años '80. El albirrojo terminó la fase zonal en el 4° lugar de la Zona Norte por lo que clasificó a la Liguilla Ascenso, en donde ocupó uno de los puestos de Liguilla de Promoción, siendo emparejados con Universidad de Concepción, el 15° ubicado en la clasificación de la Primera División 2010. En la ida Curicó cayó derrotado por 0 a 2 como local y en la vuelta, a pesar de buscar la victoria, perdió por 3-2 en Concepción, por lo que se mantuvo en la B para la próxima temporada.

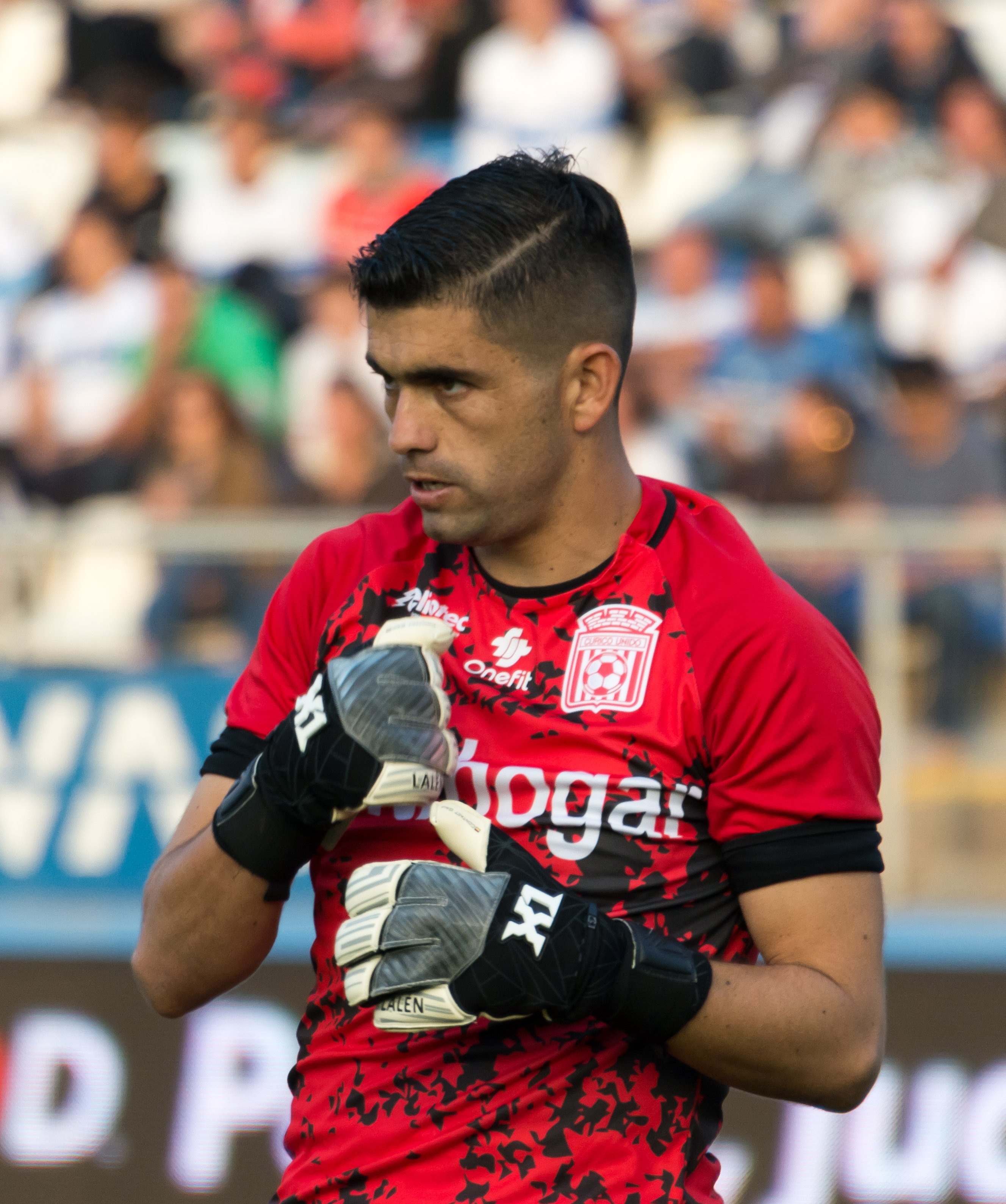
El portero Luis Santelices, uno de los históricos del club, con 233 partidos con Curicó Unido.

En el Torneo de Transición Primera B 2013, Curicó Unido estaba apremiado con la tabla de coeficientes por las malas campañas anteriores, pero al lograr un gran rendimiento terminando como líder de la Zona Sur, con tan sólo una derrota (ante Naval de visita), el equipo del joven técnico argentino Pablo Abraham zafó de todo peligro y ahora pasaba a pelear por el título. Clasificados a la eliminatoria de ascenso, el primer escollo en este nuevo objetivo fue Magallanes por la semifinal, a quien eliminó con un global de 3-1. Curicó avanzaba a la gran final de la división, y el rival ahora era Universidad de Concepción, club que había descendido de Primera División hace tan solo unos meses. El primer partido se jugó en el Municipal de Concepción, en donde "El Campanil" se impuso por la cuenta mínima en cerrado encuentro.La vuelta se jugó cuatro días más tarde y fue empate 1-1, lo que a la postre le dio el título a los "Auricielos". El cuadro maulino tenía un premio de consuelo, ya que tres días después debió jugar en La Granja el duelo de ida de la Liguilla de Promoción, ante Cobresal (penúltimo de la tabla de descenso de Primera A). Sin embargo, un magro empate sin goles, sumado a un desastroso 3-0 en contra en el partido de vuelta en el Norte, sepultaron las aspiraciones curicanas. De aquel plantel destacaron el arquero y capitán Luis Santelices, Pablo Otárola, Eric Olivares, Matías Arrúa, Matías Grandis, el goleador Diego Churín y los canteranos Maximiliano González, Sergio Catalán y Franco Bechtholdt.
Al mando nuevamente de Luis Marcoleta, en el Torneo de Ascenso 2015-2016 y luego de una primera mitad de campeonato regular, en la segunda rueda Curicó comienza a subir posiciones al punto de quedar en primer lugar de la tabla de la segunda rueda y segundo en la tabla general, y en donde se destacan sus dos goleadas por 6-0 ante Deportes Concepción como visitante, y cuatro días más tarde, en La Granja, por el mismo marcador a su clásico rival Ñublense, pero sin poder superar a Deportes Temuco, el campeón. Aun así, quedó clasificado a la liguilla por el segundo cupo de ascenso, donde enfrentó en primera instancia a Iberia, aunque ante todo pronóstico ya que el equipo tortero llegaba como favorito a pasar la serie, perdió en el Estadio Municipal de Los Ángeles por la cuenta mínima, y empató 2-2 en la vuelta, dejando a los albirrojos sin opciones del ascenso.

### Regreso y permanencia en la élite del fútbol chileno
La siguiente temporada se inició con la misma base de jugadores y cuerpo técnico que el torneo pasado hizo una gran performance, y empezaba como uno de los principales candidatos al título. Lo hecho fue realmente brillante, un rendimiento muy cercano al 70% (28 partidos jugados, 16 ganados, 9 empatados y sólo tres perdidos), invictos por 20 fechas consecutivas y logrando importantes victorias de visita ante rivales muy complicados como San Marcos de Arica (4-1), Deportes La Serena (2-0), Coquimbo Unido (4-3), Deportes Puerto Montt (2-0), y Ñublense (2-0), y también el increíble triunfo por 5-2 contra Cobreloa en La Granja, tras ir perdiendo 0-2 en los primeros 20 minutos de partido. La vuelta a Primera División se consumó a 3 fechas del final, tras el empate 0-0 conseguido como visitante ante Deportes Copiapó, en el Estadio El Cobre de El Salvador. Del plantel que alcanzó la tercera estrella del Albirrojo destacan Luis Santelices, Jorge Deschamps, Nelson Rebolledo, Eric Godoy, René Bugueño, Rodrigo Riquelme (campeón con Curicó en 2008), Franco Bechtholdt, Christopher Díaz, Martín Cortés, Francisco Tato Silva, Sebastián Rivera, Mikel Arguinarena, Fabián Hormazábal, Javier Elizondo, Leonardo Olivera, Josepablo Monreal, Gary Tello y Alfredo Ábalos, participando además, durante parte del torneo, los hermanos Luis Felipe y Diego Díaz Núñez. Con este ascenso, Luis Marcoleta suma dos títulos de Primera B con Curicó Unido y siete ascensos en total en su carrera, récord absoluto en el fútbol chileno.

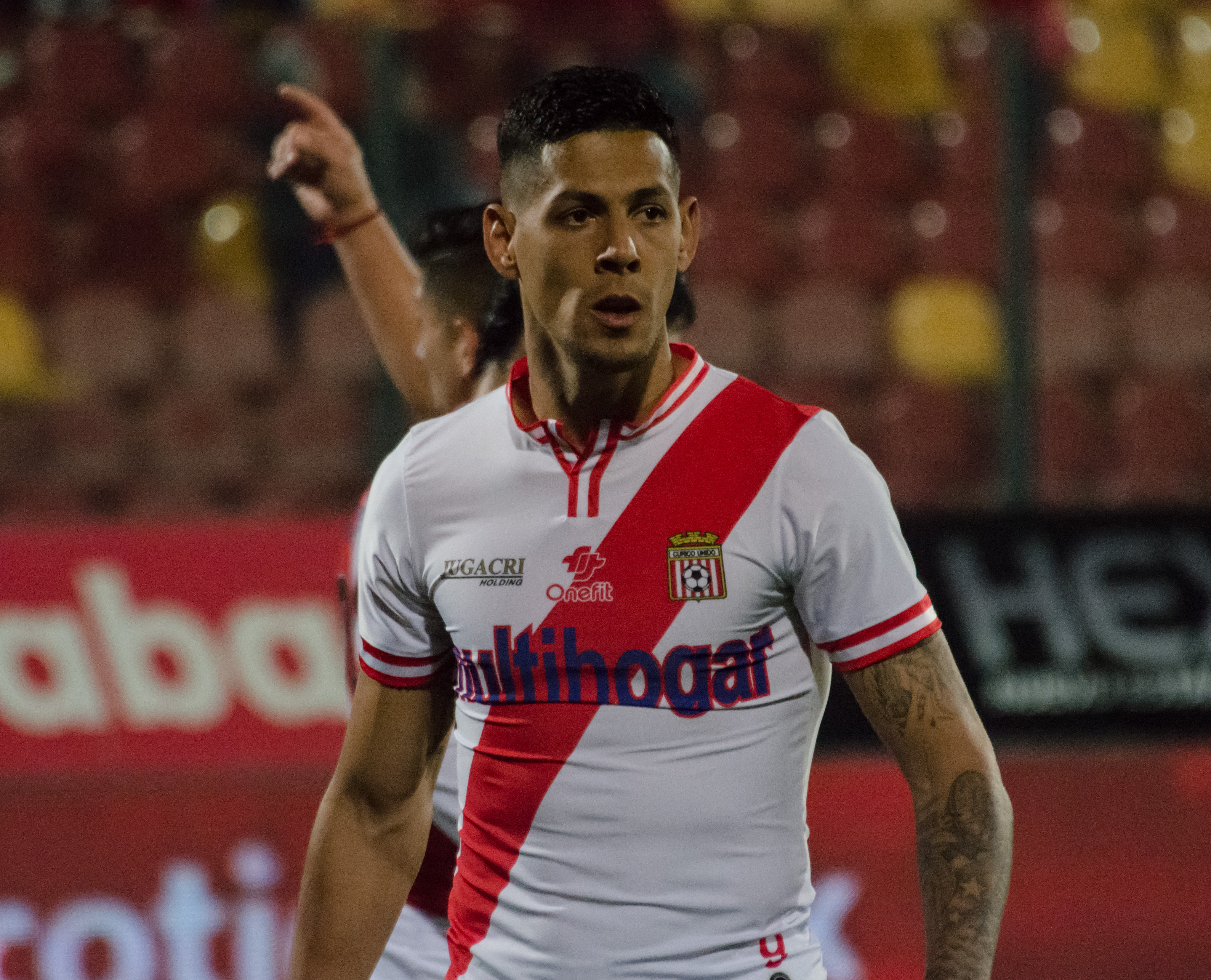
El argentino Mauro Quiroga tuvo una destacada participación en el club, donde estuvo una temporada y media, jugando 41 partidos y anotando 15 goles.

En el Transición de Primera División 2017 Curicó consiguió una inédita permanencia en la máxima categoría, acabando el torneo en la octava posición. Terminada la primera mitad del campeonato anual de Primera División 2018, Luis Marcoleta renunció a la banca del club, luego de una irregular campaña en el torneo. Su reemplazante fue Jaime Vera, y finalmente el equipo logró su objetivo de salvarse de la zona roja, acabando en el 12° lugar de la tabla, con 34 puntos. De los partidos jugados en el año destacan el empate 4-4 contra Unión Española en La Granja, por la Fecha 4, jugado el 26 de febrero, justo el día en que Curicó Unido festejaba su aniversario 45, en un duelo que perdían 1-4 hasta el minuto 86 y que lograron remontar e igualar en los descuentos, y con un jugador menos durante todo el segundo tiempo; y el triunfo 3-0 a Audax Italiano durante la etapa de Luis Marcoleta, y ya con Vera en la banca sobresalen la victoria 1-0 a Universidad de Concepción, 3-1 a Everton de Viña del Mar, ambos como local, y 2-1 a Deportes Temuco en el Estadio Germán Becker. Faltando dos fechas para el cierre del torneo consiguieron la continuidad en la categoría por otra temporada más, tercera consecutiva, al vencer 2-0 a Unión La Calera.
El año siguiente fue de muchos altibajos para el club. La primera mitad del torneo fue extraordinaria para el "Curi", obtuvo importantes resultados ante los grandes del país (empate 0-0 ante Universidad Católica y 3-3 contra Universidad de Chile, ambos en Santiago), y triunfos como local ante rivales difíciles como Huachipato y O'Higgins. Además, Mauro Quiroga acabó la primera rueda como goleador del campeonato, con 8 anotaciones. No obstante, en la segunda parte del torneo, Quiroga fue transferido al Necaxa y Curicó perdió el rumbo debido a dos meses consecutivos sin triunfos, quedando en el puesto 13° de 16 equipos a dos puntos del descenso, en el inicio de la fecha 25, la cual fue cancelada debido al Estallido social, lo cual obligó a dar por finalizado el campeonato, sin descensos. Por esto, el Campeonato Nacional 2020 tuvo dos tablas, una anual y otra con coeficientes de ambos torneos. El inicio del equipo fue auspicioso, pero luego de la suspensión de la competencia durante cinco meses por la Pandemia de COVID-19 en Chile, que golpeó varias veces a los jugadores del plantel, sumado a la repentina renuncia del técnico Nicolás Larcamón, el equipo ahora dirigido por Martín Palermo empezó a mostrar un pobre cometido, que lo complicó en la tabla ponderada, salvándose de la promoción por el descenso en la última fecha, pero quedando sin clasificación a la Copa Sudamericana 2021 por diferencia de goles, en la clasificación general de 2020.
Para 2021 se mantuvo al argentino como DT, pero tras un pésimo rendimiento (20.51%, el peor del club en Primera División), el ex goleador de Boca Juniors renunció a su cargo con solo un triunfo en 11 partidos del torneo. Su lugar lo ocupó Damián Muñoz, exjugador del club (campeón en 2005 de Tercera División) y técnico de la institución en distintas categorías en el pasado, e hijo del histórico dirigente Mario Muñoz, logrando una mejora en los resultados, sacándolos de la zona de descenso. Finalmente, Curicó remató 15° en la tabla, en zona de Promoción, la cual debía jugar frente a Deportes Copiapó los días 15 y 22 de diciembre, pero una denuncia contra Deportes Melipilla por irregularidades contractuales culminó en la resta de puntos para el elenco metropolitano y su descenso a Primera B. Esta decisión significó el salto de una posición en la tabla y la salvación del club de todo peligro, resolviendo la permanencia en la máxima categoría de los curicanos por una temporada más.

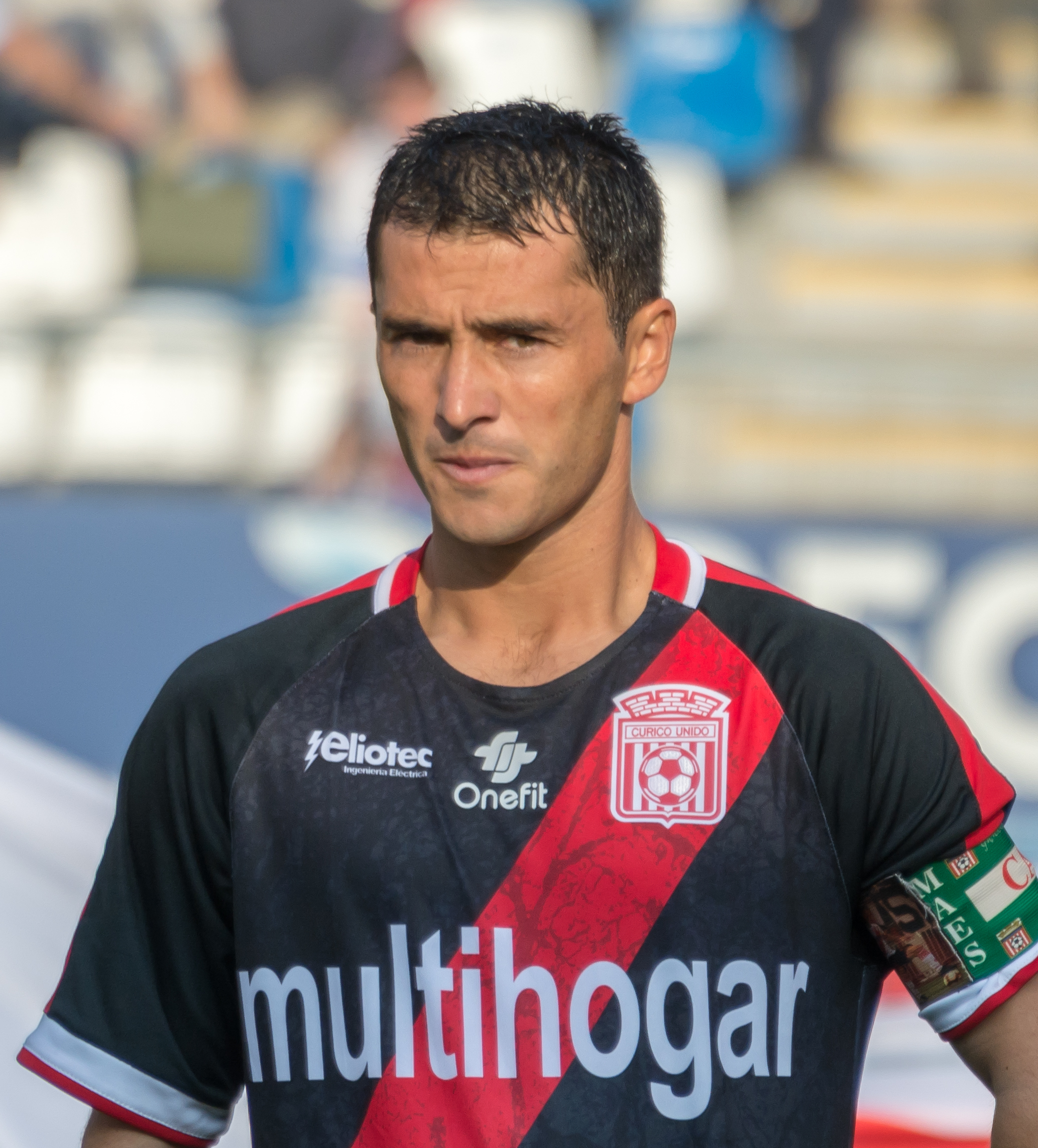
Martín Cortés es el segundo futbolista con más partidos en el club, con 249 presencias, y fue capitán en el título de Primera B 2016-17.

Debido al abrupto final de la temporada anterior, la competencia para 2022 se avizoraba incierta para el equipo. Lo cierto es que aquel año Curicó Unido consiguió un hito histórico. Tras una exitosa e inédita campaña el club consiguió su primera clasificación a una copa de carácter continental, ingresando por primera vez en su historia a la Copa Libertadores de América, consiguiendo un cupo a la fase 2 de este torneo. Debido a un extraordinario rendimiento de su plantel, en merced del aporte de jugadores tales como Fabián Cerda, Franco Bechtholdt, Matías Cahais, Ronald de la Fuente, Juan Pablo Gómez, Agustín Nadruz, Mario Sandoval, Yerko Leiva, Rodrigo Holgado, Diego Coelho y Bayron Oyarzo, y dirigidos por un ídolo de los hinchas, Damián Muñoz, los albirrojos lograron grandes resultados como las goleadas ante O'Higgins, Huachipato,Audax Italiano y Coquimbo Unido en casa, triunfos importantes ante Cobresal en el norte, Deportes La Serena en La Portada, Unión Española en San Carlos de Apoquindo y ante Universidad de Chiley Universidad Católica en La Granja, este último tras una épica remontada luego de estar en desventaja 0-2 en el entretiempo, ganando el duelo por 3-2.El Curi finalizó en el tercer lugar de la tabla, su mejor rendimiento en Primera División,fue el segundo equipo más goleador de la competencia, con 48 goles a favor, solo detrás de Colo-Colo, el campeón, el lateral Ronald de la Fuente fue uno de los máximos asistidores con 7 pases de gol, y la dupla en delantera Holgado-Coelho fue una de las más goleadoras del certamen con 18 anotaciones en conjunto (10 goles de Coelho y 8 de Holgado), como hechos más destacados de esta histórica campaña para la institución.

### Debut internacional y descenso en el Cincuentenario

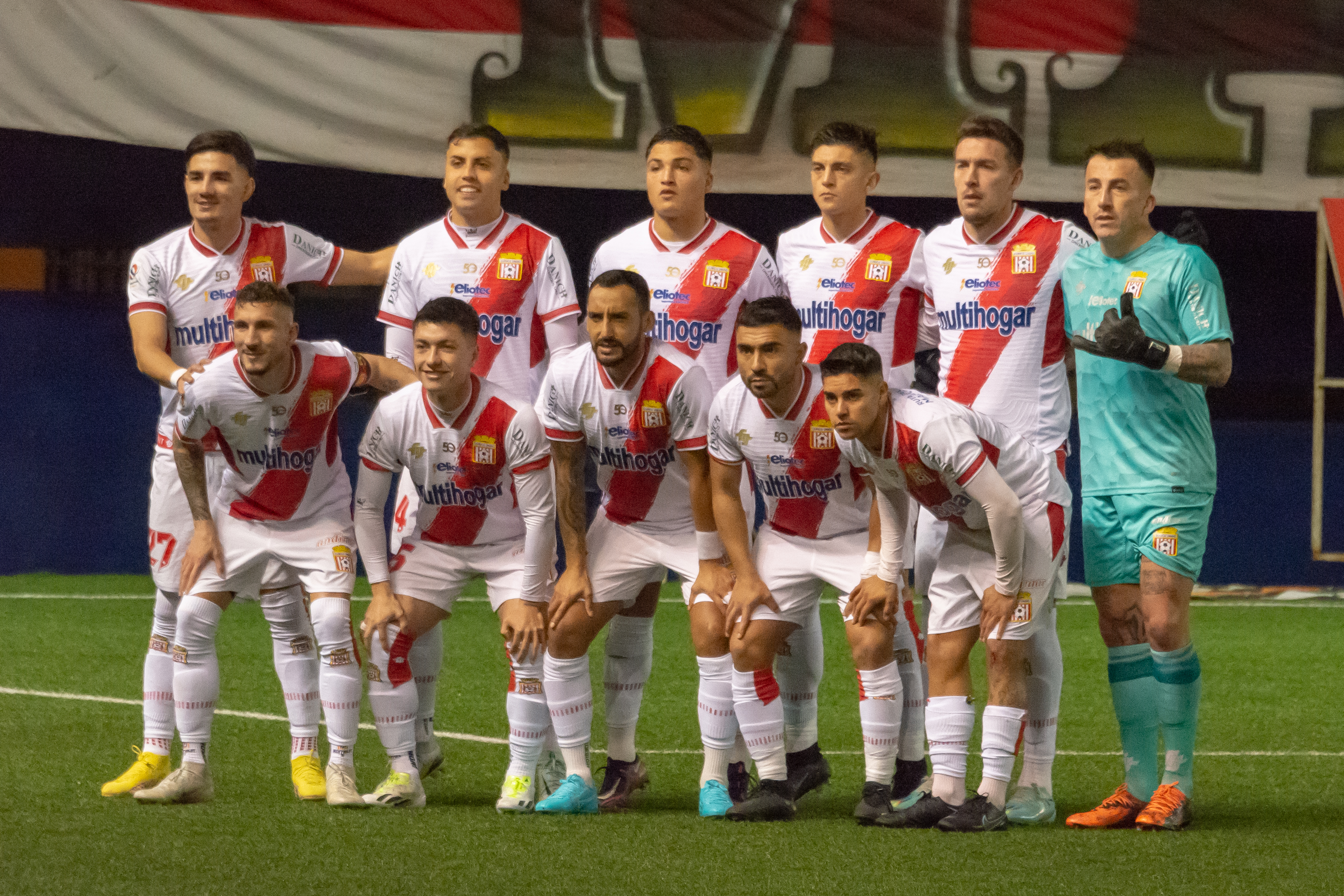
El equipo titular de Curicó Unido 2023, de visita en el Estadio Bicentenario de La Florida, para jugar ante Audax Italiano.

En el certamen internacional el sorteo lo emparejó con Cerro Porteño, uno de los clubes grandes del fútbol paraguayo.En la ida Curicó Unido debió ejercer su localía en el Estadio Monumental,en un partido jugado el 21 de febrero, donde los curicanos cayeron derrotados por la cuenta mínima.El duelo de vuelta se disputó una semana más tarde, el 28 de febrero, en la La Nueva Olla, en Asunción, y el resultado se repitió a favor del conjunto azulgrana, por lo que con el marcador global de 2 a 0 a favor de Cerro Porteño, los albirrojos quedaron eliminados en la Segunda Fase del torneo, en su primera participación en copas internacionales.
En el campeonato doméstico de 2023 el desempeño fue diametralmente opuesto a lo acontecido la temporada anterior, y Curicó finalizó último en la clasificación, rubricando su descenso de categoría tras 6 temporadas y media en la serie de honor del balompié nacional, todo coincidiendo con la celebración de los 50 años de existencia de la corporación. Los albirrojos fueron el equipo con menos triunfos en el campeonato (6), mayor cantidad de derrotas (19), menor número de goles anotados (30) y los más goleados del certamen (58 goles en contra), firmando el descenso a Primera B de forma matemática a dos fechas del término del campeonato, con la derrota como local 3-4 ante Magallanes (club que posteriormente también perdió la categoría),convirtiéndose en el primer club nacional en disputar la Copa Libertadores y descender en la misma temporada.

## Símbolos

### Escudo
El escudo de la institución está formado por una insignia que cuenta con franjas verticales blancas y rojas, los colores representativos de la ciudad de Curicó, y un balón de fútbol en el centro, además de un recuadro blanco en la parte superior, en donde está inscrito el nombre CURICÓ UNIDO, todo rodeado de unos bordes amarillos. Arriba del emblema se posa una corona de oro, similar a la del escudo de la ciudad. Una variante del escudo fue la utilizada en la camiseta en 2016, en donde el recuadro superior era azul y el nombre de la institución se escribía en letras blancas.
El escudo apareció por primera vez en la camiseta del club en 1995, oficializándose como el emblema de la institución. En 1985, en tanto, existió otra insignia que constaba de un banderín triangular dividido verticalmente en dos zonas, una roja y otra blanca, en cuyo centro se ubicaba el escudo de armas de Curicó, y el nombre del club CURICÓ UNIDO en la parte inferior.

## Uniforme
- Uniforme titular: Camiseta blanca con franja diagonal roja, pantalón negro y medias blancas.
- Uniforme alternativo: Camiseta con franjas verticales rojas y blancas, pantalón negro y medias negras.

Desde su fundación, los colores de Curicó Unido han sido el blanco y el rojo, que eran los colores representativos del deporte curicano desde inicios del siglo xx. En cuanto al diseño de la camiseta titular, ésta ha variado desde una franja hoizontal roja usada en los años '80, a una banda diagonal, que permanece como el diseño oficial hasta la actualidad.

### Uniforme titular
| 1973-74 | 1975 | 1976 | 1977 | 1978-80 | 1984 | 1985 | 1986 | 2009 |

| 2010-11 | 2012 | 2013 | 2014-15 | 2015-16 | 2016-17 | 2017 | 2020-21 | 2021 |

| 2022 | 2024 |

### Uniforme alternativo
| 2009 | 2009 | 2010-11 | 2012 | 2013 | 2014-15 | 2015-16 | 2016 | 2017 |

| 2020-21 | 2021 | 2022 |

### Tercer uniforme
| 2016 | 2021 | 2022 |

### Indumentaria
| Período   | Proveedor             |
| --------- | --------------------- |
| 1995      | San José              |
| 1995-1997 | Topper                |
| 2002      | JCQ                   |
| 2003-2005 | Training Professional |
| 2006-2008 | Lotto                 |
| 2009-2011 | Mitre                 |
| 2012-2013 | Dalponte              |
| 2014-2015 | Lotto                 |
| 2015-2016 | Penalty               |
| 2016-2025 | OneFit                |
| 2025-     | KS7                   |

| Período   | Auspiciador   |
| --------- | ------------- |
| 1976      | Galgo Azul    |
| 1977      | Cecinas Soler |
| 1981-1982 | Multifrut     |
| 1983-1995 | Pastas Suazo  |
| 1996-     | Multihogar    |

## Instalaciones

### Estadio

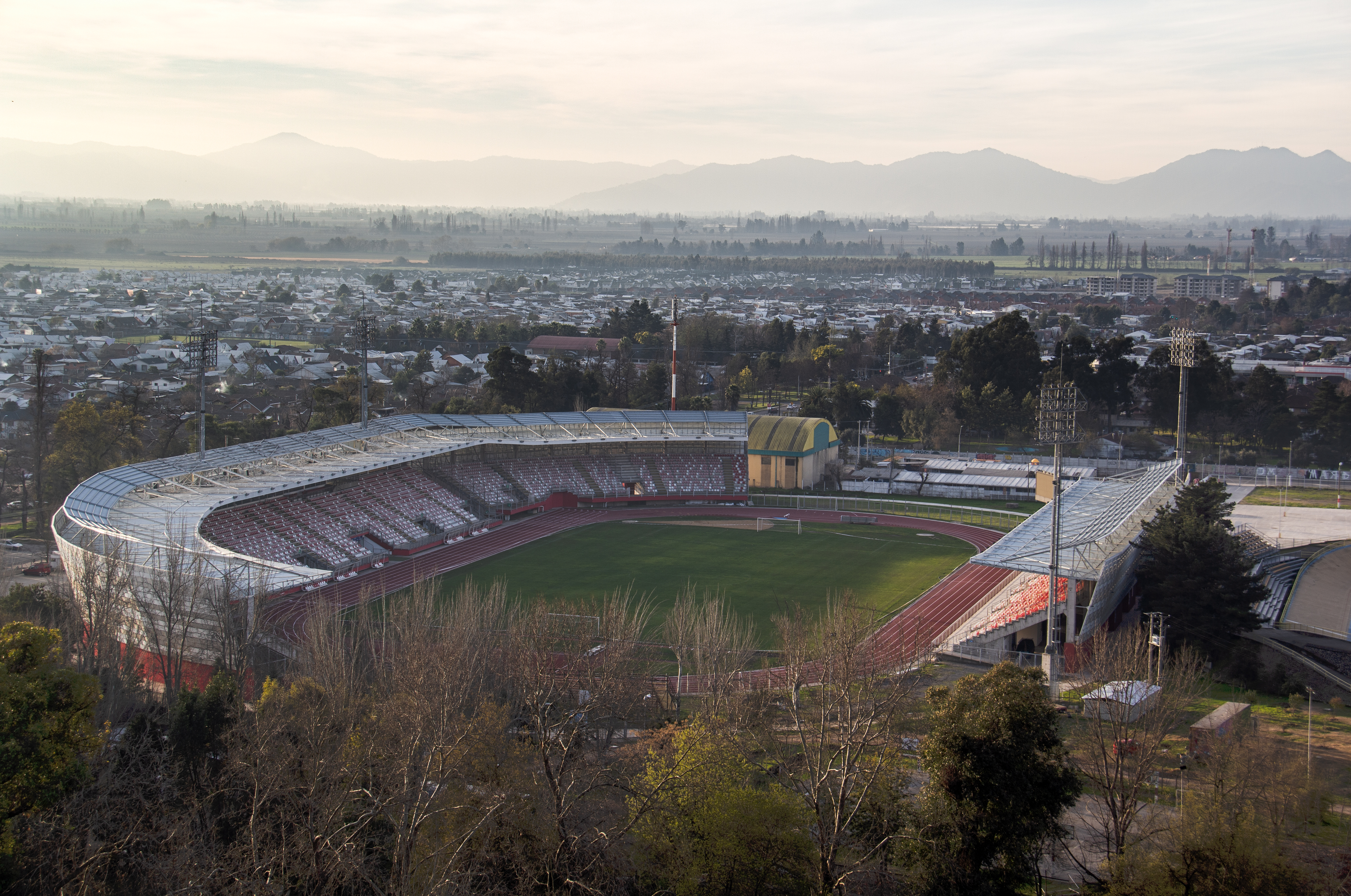
Estadio La Granja

El lugar donde hace de local el "Curi" es el Estadio La Granja, el cual se encuentra ubicado en la Av. Juan Luis Diez, dentro del complejo deportivo que le da el nombre al estadio, en la ciudad de Curicó, Chile.
Inaugurado en 1949, en el año 2010 se inició la demolición y construcción de un nuevo recinto divididas en 3 etapas, acorde a estándares FIFA Internacional, ello incluye butacas de primer nivel con capacidad para 12.000 espectadores, marcador LED, salón VIP, casetas de transmisión y pista atlética, por nombrar algunas. Debido a lo anterior, el equipo hizo de local en el vecino Estadio Municipal Jorge Silva Valenzuela de San Fernando, Región de O'Higgins, durante todo el torneo de Primera B 2010.
A causa de la tercera y última fase de ampliación del coliseo curicano, cuyas obras comenzaron en noviembre de 2024, Curicó Unido se mudó al Estadio Municipal Joaquín Muñoz García de la ciudad de Santa Cruz, Región de O'Higgins, jugando allí sus duelos como local desde comienzos de temporada hasta mediados de mayo,para luego cambiarse al Estadio Municipal de Molina, comuna de la Provincia de Curicó, desde finales de mayo hasta el término de la Liga de Ascenso 2025.
Otros estadios en los que el club hizo de local en su historia fueron el Estadio Carabineros, en 1976 y 1977, y el estadio ANFA Luis Hernán Álvarez, en gran parte del campeonato de Tercera División 1992.

### Complejo deportivo
El complejo deportivo de Curicó Unido fue inaugurado en el año 2009, inicialmente llamado Complejo Santa Cristina, para posteriormente en 2017 renombrarlo Complejo Deportivo Raúl Narváez Gómez. Allí se ubican cinco canchas de pasto natural, donde se realizan los entrenamientos del primer equipo, además de los partidos oficiales de las divisiones de Fútbol Joven y Femeninas, un gimnasio con pesas y máquinas y la sede administrativa del club, abierta para todos los socios de la Corporación. El complejo Raúl Narváez Gómez se ubica en el kilómetro 3 de la ruta J-665, sector Los Niches, en la comuna de Curicó.

### Sede social
A inicios de los años '80 el club tenía su sede social en calle Merced, a metros de la Plaza de Armas, en pleno centro de la ciudad, que funcionó hasta 1990, cuando el club se trasladó a un nuevo local, ubicado en el Mercado Municipal.
En 2003 la nueva sede cambió su ubicación a otro sector dentro del Mercado Municipal, la cual estuvo activa hasta 2013, año en que comenzaron a funcionar las nuevas oficinas del club en un pequeño edificio de calle Peña.
En enero de 2017 ésta cerró sus puertas y desde entonces la sede administrativa atiende en la actualidad en las dependencias del complejo Raúl Narváez Gómez, del sector Los Niches.

## Hinchada

### Marginales

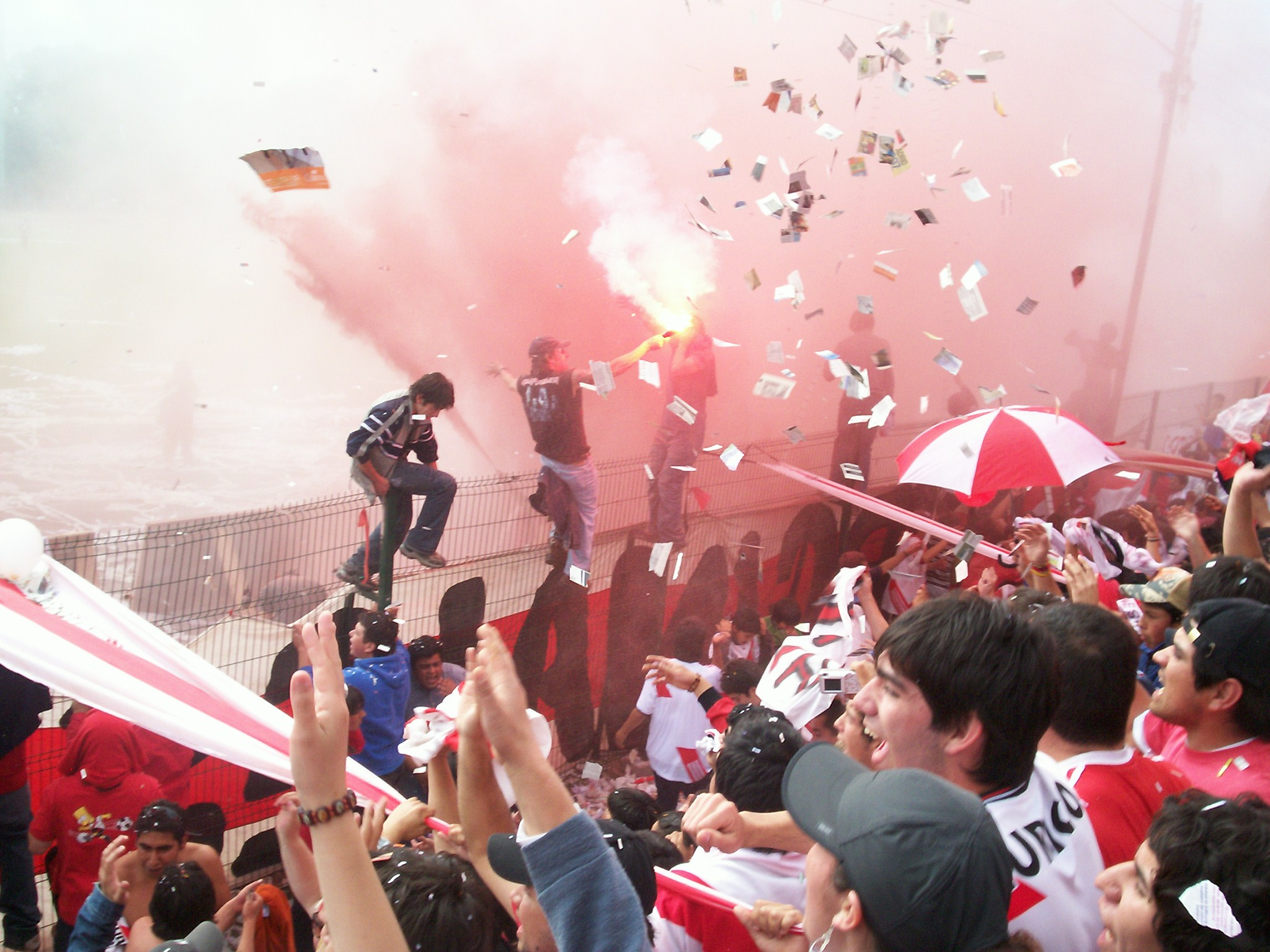
"Marginales" en el Estadio La Granja, en 2006.

La historia de la barra brava Marginales que alienta al equipo comienza en la época más complicada del club. Si bien en 1995 aparece un lienzo en la reja con el nombre, fue en 1997 cuando este grupo se organiza de forma oficial. La idea surge de una veintena de jóvenes curicanos del ámbito de la música rock, punk y heavy metal de la ciudad, quienes comienzan a reunirse para acompañar al equipo local, que en aquellos años transitaba por la Tercera División, vivía en constantes crisis financieras y deportivas, y no contaba con apoyo en las tribunas. Estos muchachos dispusieron de buses para ver a la selección chilena en sus partidos por las Clasificatorias Sudamericanas para Francia 1998, y particularmente el 12 de octubre de aquel año, jornada del duelo Chile-Perú en el Estadio Nacional, el grupo juntó el dinero para comprar el primer bombo y ese día se dio origen a la nueva barra, "Marginales", nombre que nace justamente de la cultura underground a la que pertenecían sus integrantes.
Con el tiempo el movimiento creció y motivó a más personas a seguir al equipo de la ciudad, lo que ayudó a mejorar la situación del club y a aumentar considerablemente el aliento del público en el estadio para ver al "Curi". El 29 de noviembre de 2004, con la idea de darle una mayor organización, obtuvieron la personalidad jurídica, bajo el nombre de "Centro Social, Deportivo y Cultural Marginales", se aprobaron los estatutos y se eligió a la primera directiva. Junto con el crecimiento de la hinchada, también el club se revolucionó y Marginales pasó a ser tomada en cuenta por el resto de la población curicana, y ser reconocidas como una de las hinchadas más organizadas y respetadas del fútbol chileno, por su incondicional aliento, creando un fuerte vínculo entre los ciudadanos y el equipo, además de participar activamente en protestas contra diversos problemas sociales que aquejan a la ciudad y el país,incluso dejando huella a nivel internacional en el partido de Curicó Unido en Paraguay, por Copa Libertadores 2023.

### Día Internacional del Hincha de Curicó Unido
Desde el año 2014 en adelante, se instauró el día 29 de diciembre como el "Día Mundial del Hincha de Curicó Unido", fecha emblemática para los seguidores del Curi Curi, ya que ese día en 2005, Curicó Unido venció a Iberia de Los Ángeles, y logró su ascenso a Primera B, tras 15 años consecutivos de sufrimiento en la Tercera categoría del fútbol chileno. Se celebra con una reunión en la Alameda Manso de Velasco de la ciudad, frente al anfiteatro, en donde bandas musicales invitadas animan el evento, y sirve para unir a los hinchas albirrojos y recordar anécdotas en torno al momento del regreso al profesionalismo.

## Rivalidades

### Clásico del Maule
El rival tradicional de Provincial Curicó Unido es Rangers de Talca, equipo que también se encuentra en la Séptima Región, por lo que este duelo es conocido como el "Clásico del Maule". Este clásico data de 1974, un año después de la fundación de Curicó Unido, y primera temporada de los albirrojos en el fútbol profesional. Ambos clubes cuentan enfrentamientos entre ellos desde ese entonces hasta 1990, cuando Curicó desciende a la Tercera División, por lo que el duelo estuvo descontinuado por varios años, ya que mientras el "Curi" jugaba en dicha categoría, Rangers oscilaba entre la Primera B y Primera División. Con el ascenso del cuadro albirrojo a la segunda categoría en 2005, el partido volvió a disputarse el año 2007, volviéndose una tradición el encuentro entre los cuadros más importantes de la Región. En 2009, por primer y único año hasta ahora, se registran duelos por Primera División, el primero jugado en Curicó, con triunfo local 2-1,y el segundo en Talca, con empate 0-0.
| Torneo                            | PJ | GR | E  | GCU | GolR | GolCU |
| --------------------------------- | -- | -- | -- | --- | ---- | ----- |
| Primera División                  | 2  | 0  | 1  | 1   | 1    | 2     |
| Primera B                         | 32 | 17 | 9  | 6   | 42   | 20    |
| Copa Chile                        | 18 | 9  | 4  | 5   | 26   | 18    |
| Copa Apertura de Segunda División | 6  | 3  | 1  | 2   | 7    | 4     |
| Total                             | 58 | 29 | 15 | 14  | 76   | 44    |

| PJ: partidos jugados         |
| GR: ganador Rangers          |
| GCU: ganador Curicó Unido    |
| E: empate                    |
| GolR: goles de Rangers       |
| GolCU: goles de Curicó Unido |

Actualizado al 16 de agosto de 2025

### Clásico contra Ñublense

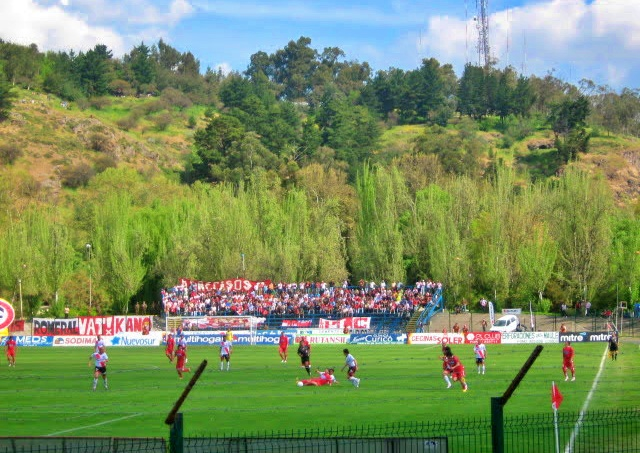
Partido de Curicó Unido contra Ñublense, en el antiguo Estadio La Granja, en 2009.

Otro equipo "archirrival" del Curi es Ñublense de Chillán. La enemistad nació en 2004, cuando los "Diablos Rojos" le ganaron la definición de Tercera División a los curicanos, y tras el partido se produjeron incidentes entre ambas barras, lo que convirtió al enfrentamiento en un partido de alto riesgo.Luego de aquel juego, se han vuelto a ver las caras con regularidad en partidos oficiales por el fútbol profesional, ya sea por campeonatos o copas. De los duelos destacados a favor de los albirrojos se cuentan un triunfo 3 a 0 en La Granja por el Torneo de Clausura de Primera División 2009, una victoria 5-2 como local por la Copa Chile 2014-15y nuevamente en la Granja, una goleada 6-0 el 6 de marzo de 2016, válido por la octava fecha de la Segunda Rueda del campeonato Primera B 2015-16.

### Otras rivalidades
Además, el club tiene rivalidades con Iberia de Los Ángeles y O'Higgins de Rancagua, aunque con ambos solo se tiene enemistad hacia las respectivas hinchadas, sin ser considerados cómo "clásicos".

## Datos del club
- Temporadas en Primera División: 8 (2009, 2017-2023)
- Temporadas en Primera B: 27 (1974-1980, 1983-1990, 2006-2008, 2010-2016/17, 2024-)
- Temporadas en Tercera División: 17 (1981-1982, 1991-2005)
- Temporadas en Regional Central: 1 (1973)
- Participaciones internacionales (1): 
  - Copa Libertadores de América: 1 (2023)
- Mayor goleada conseguida:
  - En Primera División: 5-0 a O'Higgins en 2022.[112]
  - En Primera B: 6-0 a Deportes Concepción[113] y Ñublense[114] en 2016.
  - En Tercera División: 14-0 a Rengo Unido en 2004.[115][116]
  - En Copa Chile: 9-0 a Lister Rossel en 1974.[117]
- Mayor goleada recibida:
  - En Primera División: 7-0 de Universidad Católica en 2009.
  - En Primera B: 6-0 de: Santiago Morning en 1980,[118] Deportes Linares en 1976[119] y Ferroviarios e Iberia en 1975.[120]
  - En Tercera División: 6-0 de Deportes Talcahuano y Deportes Lota en 1999.[121]
  - En Copa Chile: 5-0 de Colo-Colo en 2010.
- Mejor puesto en Primera División: 3º (2022)
- Peor puesto en Primera División: 17º (Clausura 2009)
- Mejor puesto en Primera B: 1º (Campeón 2008 y 2016-17)
- Peor puesto en Primera B: 22º (1980)
- Mejor puesto en Copa Chile: Cuartos de final (2009, 2010 y 2017)
- Jugador con más partidos jugados en el fútbol profesional: Franco Bechtholdt, 297 partidos (2012-2023)
- Máximo goleador en el fútbol profesional: Luis Martínez, 69 goles (1983-1988)
- Máximo goleador en Primera División: Federico Castro, 21 goles (2020-2021;2022-2023)

## Jugadores

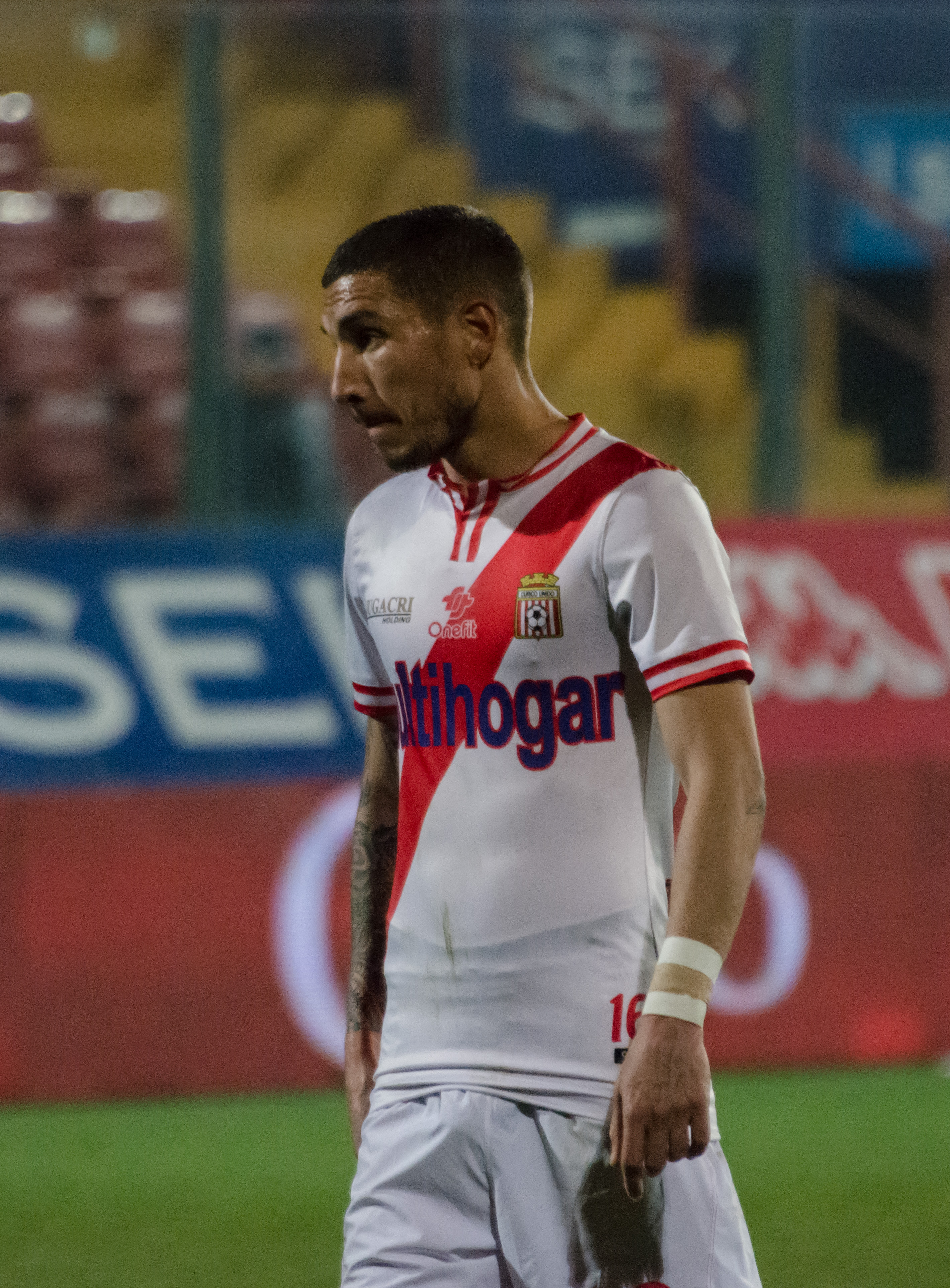
Franco Bechtholdt es el jugador con más partidos en el club, con 297 presencias.

Dentro de la historia de Curicó Unido han pasado varios jugadores destacados del fútbol nacional y extranjeros que hicieron historia en el club. En sus inicios conformaron el primer plantel Patricio Bonhomme, Sergio Fuentes (primer capitán del club), Rogelio León, Víctor Espina y el arquero Juan Suazo V. como los más sobresalientes. En la década del '80 el club tuvo notables campañas en el Ascenso, gracias al aporte de elementos tales como Luis Orrego, Richard Pidal, Juan Martínez, los surgidos de las juveniles Pablo Helmo y Larry Aliaga, Ivo Basay, Patricio Ponce, Leonardo Rumbo, Joel Molina, Sandalio Díaz, Walter Segovia, Raúl Toro y Luis Martínez. En el último tiempo, y con el retorno al profesionalismo en 2006, han defendido de gran manera a la institución Luis Vásquez, Juan José Albornoz, César Díaz, Álvaro Lara, Juan Carlos Muñoz, Eduardo Pinto, Luis Santelices, Pablo Otárola, Carlos Espinosa y Pablo Parra, los argentinos Carlos Bechtholdt, Franco Bechtholdt, Ariel Pereyra, Diego Churín, Martín Cortés, Alfredo Ábalos, Ricardo Blanco, Mauro Quiroga, Federico Castro y Matías Cahais, los paraguayos Víctor Hugo Ávalos, Bibencio Servín, Wilson Méndez y Rodrigo Riquelme y los uruguayos Sebastián Morquio, Alberto Ortega, Diego Vera, Agustín Nadruz y Diego Coelho, entre varios más.
Además, Pablo Parra se convirtió en el primer futbolista en jugar un partido oficial con la selección nacional masculina, mientras era jugador del club, al ser nominado e ingresar a la cancha en el duelo amistoso de "La Roja" ante Bolivia, en el Estadio El Teniente, el 26 de marzo de 2021.
La tabla histórica de futbolistas con más partidos oficiales vistiendo la camiseta albirroja en el fútbol profesional la lidera Franco Bechtholdt con 297 encuentros, seguido de Martín Cortés (249), Luis Santelices (233), Larry Aliaga (230) y Manuel Díaz (226).
En tanto, los goleadores históricos de Curicó en el profesionalismo son: Luis Martínez con 69 goles,Walter Segovia con 42, Raúl Toro con 33, Patricio Bonhomme con 25 y Juan Carlos Muñoz con 24 anotaciones.

### Plantilla 2025
| Jugadores |         |      | Equipo técnico |         |                           |                      |
| \| N.º \| Nac. \| Pos. \| Nombre \| Edad \| Últ. equipo \| Eq. formativo \| \| \| \| \| \| Porteros \| Porteros \| Porteros \| Porteros \| Porteros \| Porteros \| Porteros \| Porteros \| Porteros \| Porteros \| Porteros \| \| -------------- \| -------- \| -------- \| --------------------- \| -------- \| ------------------------- \| -------------------- \| -------- \| -------- \| -------- \| -------- \| \| 1 \| Chile ! \| POR \| Thomas Vergara \| 22 años \| Inferiores \| Inferiores \| \| \| \| \| \| 12 \| CHI ! \| POR \| Juan Ruz \| 20 años \| Inferiores \| Inferiores \| \| \| \| \| \| 25 \| CHI ! \| POR \| Hernán Muñoz \| 37 años \| Santiago Morning \| Municipal Mejillones \| \| \| \| \| \| Defensas \| \| \| \| \| \| \| \| \| \| \| \| 6 \| ARG ! \| DEF \| Francisco Oliver \| 30 años \| Atlético de Rafaela \| Atlético de Rafaela \| \| \| \| \| \| 14 \| CHI ! \| DEF \| Joaquín González \| 24 años \| Inferiores \| Inferiores \| \| \| \| \| \| 15 \| Chile ! \| DEF \| Henry Sanhueza \| 29 años \| Universidad de Concepción \| Colo-Colo \| \| \| \| \| \| 17 \| Chile ! \| DEF \| Claudio Meneses \| 37 años \| Santiago Wanderers \| Deportes La Serena \| \| \| \| \| \| 19 \| Chile ! \| DEF \| Ronald de la Fuente \| 34 años \| Deportes Iquique \| Huachipato \| \| \| \| \| \| 21 \| Chile ! \| DEF \| Matías Ormazábal \| 26 años \| Inferiores \| Inferiores \| \| \| \| \| \| 24 \| CHI ! \| DEF \| Williams Sáez \| 21 años \| Inferiores \| Inferiores \| \| \| \| \| \| 33 \| CHI ! \| DEF \| José Mejías \| 21 años \| Inferiores \| Inferiores \| \| \| \| \| \| 36 \| CHI ! \| DEF \| Lionel Hidalgo \| 18 años \| Inferiores \| Inferiores \| \| \| \| \| \| 38 \| CHI ! \| DEF \| Alonso López \| 20 años \| Deportes Iquique \| Inferiores \| \| \| \| \| \| Mediocampistas \| \| \| \| \| \| \| \| \| \| \| \| 3 \| Chile ! \| MED \| Iván Garrido \| 21 años \| Inferiores \| Inferiores \| \| \| \| \| \| 4 \| URU ! \| MED \| Braulio Guisolfo \| 23 años \| Fénix \| Peñarol \| \| \| \| \| \| 8 \| CHI ! \| MED \| Yerko Leiva \| 27 años \| O'Higgins \| Universidad de Chile \| \| \| \| \| \| 10 \| CHI ! \| MED \| Diego Rojas \| 30 años \| Seinäjoki \| Universidad Católica \| \| \| \| \| \| 16 \| Chile ! \| MED \| Bastián Bustos \| 20 años \| Inferiores \| Inferiores \| \| \| \| \| \| 18 \| Chile ! \| MED \| Felipe Ortíz \| 23 años \| Inferiores \| Inferiores \| \| \| \| \| \| 20 \| CHI ! \| MED \| Carlos Herrera \| 25 años \| Fernández Vial \| Inferiores \| \| \| \| \| \| 32 \| CHI ! \| MED \| Hans Ibarra \| 19 años \| Inferiores \| Inferiores \| \| \| \| \| \| 35 \| CHI ! \| MED \| Francisco Valdés \| 23 años \| Fernández Vial \| Cobresal \| \| \| \| \| \| 37 \| CHI ! \| MED \| Johan Fuentes \| 41 años \| Trasandino \| Unión Española \| \| \| \| \| \| Delanteros \| \| \| \| \| \| \| \| \| \| \| \| 7 \| ARG ! \| DEL \| Nicolás Fernández \| 26 años \| UAI Urquiza \| UAI Urquiza \| \| \| \| \| \| 9 \| CHI ! \| DEL \| Ian Aliaga \| 23 años \| Deportes Puerto Montt \| Inferiores \| \| \| \| \| \| 11 \| CHI ! \| DEL \| Francis Pérez \| 22 años \| Chimbarongo \| Inferiores \| \| \| \| \| \| 13 \| Chile ! \| DEL \| Cristián Bustamante \| 23 años \| Inferiores \| Inferiores \| \| \| \| \| \| 23 \| CHI ! \| DEL \| Nicolás Barrios \| 21 años \| Inferiores \| Inferiores \| \| \| \| \| \| 28 \| CHI ! \| DEL \| Matías Retamal \| 18 años \| Inferiores \| Inferiores \| \| \| \| \| \| 29 \| CHI ! \| DEL \| Maximiliano Quinteros \| 36 años \| Deportes Copiapó \| Racing \| \| \| \| \| |         |      | Entrenador(es) Emiliano Astorga Entrenador(es) adjunto(s) Diego Silva Preparador(es) físico(s) José Gaete Entrenador(es) de porteros Luis Vásquez · Leyenda - Pos. : Posición - Nac. : Nacionalidad deportiva - Capitán - Lesionado - POR / ARQ : Guardameta - DEF : Defensa - MED / VOL : Centrocampista - DEL : Delantero · |         |                           |                      |
| N.º | Nac.    | Pos. | Nombre | Edad    | Últ. equipo               | Eq. formativo        |
| Porteros |         |      | |         |                           |                      |
| 1 | Chile ! | POR  | Thomas Vergara | 22 años | Inferiores                | Inferiores           |
| 12 | CHI !   | POR  | Juan Ruz | 20 años | Inferiores                | Inferiores           |
| 25 | CHI !   | POR  | Hernán Muñoz | 37 años | Santiago Morning          | Municipal Mejillones |
| Defensas |         |      | |         |                           |                      |
| 6 | ARG !   | DEF  | Francisco Oliver | 30 años | Atlético de Rafaela       | Atlético de Rafaela  |
| 14 | CHI !   | DEF  | Joaquín González | 24 años | Inferiores                | Inferiores           |
| 15 | Chile ! | DEF  | Henry Sanhueza | 29 años | Universidad de Concepción | Colo-Colo            |
| 17 | Chile ! | DEF  | Claudio Meneses | 37 años | Santiago Wanderers        | Deportes La Serena   |
| 19 | Chile ! | DEF  | Ronald de la Fuente | 34 años | Deportes Iquique          | Huachipato           |
| 21 | Chile ! | DEF  | Matías Ormazábal | 26 años | Inferiores                | Inferiores           |
| 24 | CHI !   | DEF  | Williams Sáez | 21 años | Inferiores                | Inferiores           |
| 33 | CHI !   | DEF  | José Mejías | 21 años | Inferiores                | Inferiores           |
| 36 | CHI !   | DEF  | Lionel Hidalgo | 18 años | Inferiores                | Inferiores           |
| 38 | CHI !   | DEF  | Alonso López | 20 años | Deportes Iquique          | Inferiores           |
| Mediocampistas |         |      | |         |                           |                      |
| 3 | Chile ! | MED  | Iván Garrido | 21 años | Inferiores                | Inferiores           |
| 4 | URU !   | MED  | Braulio Guisolfo | 23 años | Fénix                     | Peñarol              |
| 8 | CHI !   | MED  | Yerko Leiva | 27 años | O'Higgins                 | Universidad de Chile |
| 10 | CHI !   | MED  | Diego Rojas | 30 años | Seinäjoki                 | Universidad Católica |
| 16 | Chile ! | MED  | Bastián Bustos | 20 años | Inferiores                | Inferiores           |
| 18 | Chile ! | MED  | Felipe Ortíz | 23 años | Inferiores                | Inferiores           |
| 20 | CHI !   | MED  | Carlos Herrera | 25 años | Fernández Vial            | Inferiores           |
| 32 | CHI !   | MED  | Hans Ibarra | 19 años | Inferiores                | Inferiores           |
| 35 | CHI !   | MED  | Francisco Valdés | 23 años | Fernández Vial            | Cobresal             |
| 37 | CHI !   | MED  | Johan Fuentes | 41 años | Trasandino                | Unión Española       |
| Delanteros |         |      | |         |                           |                      |
| 7 | ARG !   | DEL  | Nicolás Fernández | 26 años | UAI Urquiza               | UAI Urquiza          |
| 9 | CHI !   | DEL  | Ian Aliaga | 23 años | Deportes Puerto Montt     | Inferiores           |
| 11 | CHI !   | DEL  | Francis Pérez | 22 años | Chimbarongo               | Inferiores           |
| 13 | Chile ! | DEL  | Cristián Bustamante | 23 años | Inferiores                | Inferiores           |
| 23 | CHI !   | DEL  | Nicolás Barrios | 21 años | Inferiores                | Inferiores           |
| 28 | CHI !   | DEL  | Matías Retamal | 18 años | Inferiores                | Inferiores           |
| 29 | CHI !   | DEL  | Maximiliano Quinteros | 36 años | Deportes Copiapó          | Racing               |

| N.º            | Nac.     | Pos.     | Nombre                | Edad     | Últ. equipo               | Eq. formativo        |          |          |          |          |
| Porteros       | Porteros | Porteros | Porteros              | Porteros | Porteros                  | Porteros             | Porteros | Porteros | Porteros | Porteros |
| -------------- | -------- | -------- | --------------------- | -------- | ------------------------- | -------------------- | -------- | -------- | -------- | -------- |
| 1              | Chile !  | POR      | Thomas Vergara        | 22 años  | Inferiores                | Inferiores           |          |          |          |          |
| 12             | CHI !    | POR      | Juan Ruz              | 20 años  | Inferiores                | Inferiores           |          |          |          |          |
| 25             | CHI !    | POR      | Hernán Muñoz          | 37 años  | Santiago Morning          | Municipal Mejillones |          |          |          |          |
| Defensas       |          |          |                       |          |                           |                      |          |          |          |          |
| 6              | ARG !    | DEF      | Francisco Oliver      | 30 años  | Atlético de Rafaela       | Atlético de Rafaela  |          |          |          |          |
| 14             | CHI !    | DEF      | Joaquín González      | 24 años  | Inferiores                | Inferiores           |          |          |          |          |
| 15             | Chile !  | DEF      | Henry Sanhueza        | 29 años  | Universidad de Concepción | Colo-Colo            |          |          |          |          |
| 17             | Chile !  | DEF      | Claudio Meneses       | 37 años  | Santiago Wanderers        | Deportes La Serena   |          |          |          |          |
| 19             | Chile !  | DEF      | Ronald de la Fuente   | 34 años  | Deportes Iquique          | Huachipato           |          |          |          |          |
| 21             | Chile !  | DEF      | Matías Ormazábal      | 26 años  | Inferiores                | Inferiores           |          |          |          |          |
| 24             | CHI !    | DEF      | Williams Sáez         | 21 años  | Inferiores                | Inferiores           |          |          |          |          |
| 33             | CHI !    | DEF      | José Mejías           | 21 años  | Inferiores                | Inferiores           |          |          |          |          |
| 36             | CHI !    | DEF      | Lionel Hidalgo        | 18 años  | Inferiores                | Inferiores           |          |          |          |          |
| 38             | CHI !    | DEF      | Alonso López          | 20 años  | Deportes Iquique          | Inferiores           |          |          |          |          |
| Mediocampistas |          |          |                       |          |                           |                      |          |          |          |          |
| 3              | Chile !  | MED      | Iván Garrido          | 21 años  | Inferiores                | Inferiores           |          |          |          |          |
| 4              | URU !    | MED      | Braulio Guisolfo      | 23 años  | Fénix                     | Peñarol              |          |          |          |          |
| 8              | CHI !    | MED      | Yerko Leiva           | 27 años  | O'Higgins                 | Universidad de Chile |          |          |          |          |
| 10             | CHI !    | MED      | Diego Rojas           | 30 años  | Seinäjoki                 | Universidad Católica |          |          |          |          |
| 16             | Chile !  | MED      | Bastián Bustos        | 20 años  | Inferiores                | Inferiores           |          |          |          |          |
| 18             | Chile !  | MED      | Felipe Ortíz          | 23 años  | Inferiores                | Inferiores           |          |          |          |          |
| 20             | CHI !    | MED      | Carlos Herrera        | 25 años  | Fernández Vial            | Inferiores           |          |          |          |          |
| 32             | CHI !    | MED      | Hans Ibarra           | 19 años  | Inferiores                | Inferiores           |          |          |          |          |
| 35             | CHI !    | MED      | Francisco Valdés      | 23 años  | Fernández Vial            | Cobresal             |          |          |          |          |
| 37             | CHI !    | MED      | Johan Fuentes         | 41 años  | Trasandino                | Unión Española       |          |          |          |          |
| Delanteros     |          |          |                       |          |                           |                      |          |          |          |          |
| 7              | ARG !    | DEL      | Nicolás Fernández     | 26 años  | UAI Urquiza               | UAI Urquiza          |          |          |          |          |
| 9              | CHI !    | DEL      | Ian Aliaga            | 23 años  | Deportes Puerto Montt     | Inferiores           |          |          |          |          |
| 11             | CHI !    | DEL      | Francis Pérez         | 22 años  | Chimbarongo               | Inferiores           |          |          |          |          |
| 13             | Chile !  | DEL      | Cristián Bustamante   | 23 años  | Inferiores                | Inferiores           |          |          |          |          |
| 23             | CHI !    | DEL      | Nicolás Barrios       | 21 años  | Inferiores                | Inferiores           |          |          |          |          |
| 28             | CHI !    | DEL      | Matías Retamal        | 18 años  | Inferiores                | Inferiores           |          |          |          |          |
| 29             | CHI !    | DEL      | Maximiliano Quinteros | 36 años  | Deportes Copiapó          | Racing               |          |          |          |          |

- Por disposición de la Asociación Nacional de Fútbol Profesional (ANFP), los equipos chilenos en la Liga de Ascenso están limitados a tener en su plantel un máximo de cinco futbolistas extranjeros, más un juvenil extranjero inscrito en el fútbol formativo desde el año 2023, pero:
  - Maximiliano Quinteros posee la doble nacionalidad argentina y chilena.
- Por disposición de la ANFP, el número de las camisetas no puede sobrepasar al número de jugadores inscritos.
- Por disposición de la ANFP, el plantel debe utilizar al menos 1890 minutos a juveniles chilenos nacidos a partir del 1 de enero de 2004.

### Altas 2025
| Jugador               | Posición      | Procedencia               | Tipo            |
| --------------------- | ------------- | ------------------------- | --------------- |
| Hernán Muñoz          | Portero       | Santiago Morning          | Libre           |
| Ronald de la Fuente   | Defensa       | Deportes Iquique          | Libre           |
| Henry Sanhueza        | Defensa       | Universidad de Concepción | Libre           |
| Francisco Oliver      | Defensa       | Atlético de Rafaela       | Libre           |
| Alonso López          | Defensa       | Deportes Iquique          | Préstamo        |
| Yerko Leiva           | Mediocampista | O'Higgins                 | Fin de préstamo |
| Francisco Valdés      | Mediocampista | Fernández Vial            | Libre           |
| Braulio Guisolfo      | Mediocampista | Peñarol                   | Libre           |
| Johan Fuentes         | Mediocampista | Trasandino                | Libre           |
| Ian Aliaga            | Delantero     | Deportes Puerto Montt     | Fin de préstamo |
| Nicolás Fernández     | Delantero     | UAI Urquiza               | Préstamo        |
| Maximiliano Quinteros | Delantero     | Deportes Copiapó          | Libre           |
| Francis Pérez         | Delantero     | Chimbarongo               | Libre           |

### Bajas 2025
| Jugador            | Posición      | Destino             | Tipo            |
| ------------------ | ------------- | ------------------- | --------------- |
| Luis Santelices    | Portero       | Deportes Melipilla  | Libre           |
| John Salas         | Defensa       | Santiago Wanderers  | Libre           |
| Matías Cahais      | Defensa       | Excursionistas      | Libre           |
| Kennet Lara        | Defensa       | Bandera de ?        | Libre           |
| Mathías Vidangossy | Mediocampista | Bandera de ?        | Libre           |
| Juan Méndez        | Mediocampista | Unión La Calera     | Libre           |
| Kevin Harbottle    | Mediocampista | Deportes Santa Cruz | Libre           |
| Diego Urzúa        | Mediocampista | Deportes Santa Cruz | Libre           |
| Matías Ballini     | Mediocampista | Deportivo Morón     | Libre           |
| Dilan Acevedo      | Mediocampista | San Antonio Unido   | Préstamo        |
| Sebastián Parada   | Delantero     | San Luis            | Fin de préstamo |
| David Escalante    | Delantero     | Acassuso            | Libre           |
| Nildo Viera        | Delantero     | Guaraní de Fram     | Libre           |
| Invierno           |               |                     |                 |
| Matías Pérez       | Defensa       | U. S. Lecce         | Traspaso        |
| Diego Muñoz        | Defensa       | Trasandino          | Préstamo        |

## Entrenadores

### Cronología
Los entrenadores interinos aparecen en cursiva.
- Carlos Vega (1973)
- Ricardo Oteíza (1973)
- Julio Campos (1974)
- Eugenio Jara (1974-1975)
- Pedro Araya (1975-1976)
- Leonardo Bedoya (1976-1977)
- Tucapel Bustamante (1977)
- Pedro Araya (1977-1978)
- Luis Hernán Álvarez (1978)
- José González (1978-1979)
- Luis Hernán Álvarez (1979)
- Sergio Navarro (1979-1980)
- Guillermo Báez (1980)
- Luis Hernán Álvarez (1981)
- Carlos Contreras (1983)
- Eugenio Horta (1983-1984)
- Sergio Gutiérrez (1985)
- Luis Orrego (1985)
- Roque Mercury (1986)
- Julio García (1986)
- Guillermo Páez (1986-1987)
- Luis Orrego (1987-1988)
- Sergio Gutiérrez (1988-1990)
- Manuel Rubilar (1990)
- Eugenio Horta (1990-1991)
- Manuel Espinoza (1991-1993)
- Sergio Gutiérrez (1994)
- Julio García (1994-1995)
- Hugo Cicamois (1995-1996)
- Esaú Bravo (1996)
- Pedro Araya (1997)
- John Castro (2000)
- Eugenio Jara (2000)
- Hugo Cicamois (2001)
- Ramón Castro (2002)
- Esaú Bravo (2002-2003)
- Alex Barrales (2003)
- Jaime Nova (2004-2005)
- Ricardo Bravo (2005)
- Eduardo Cortázar (2005-2006)
- Nelson Mores (2006)
- Germán Cornejo (2007)
- Roberto Ortíz (2007)
- Juan Ubilla (2007)
- Luis Marcoleta (2008-2010)
- Raúl Toro (2010-2011)
- Juan Aliaga (2011)
- Eduardo Cortázar (2011)
- Jorge Socías (2012)
- Cristián Castañeda (2012)
- Eduardo Cortázar (2012)
- Pablo Abraham (2012-2013)
- John Castro (2013)
- Mauricio Giganti (2013)
- Sergio Vargas (2014)
- Sebastián Vidal (2014)
- Germán Corengia (2014-2015)
- Cristián Molins (2015)
- Luis Marcoleta (2015-2018)
- Jaime Vera (2018)
- Dalcio Giovagnoli (2019)
- Hugo Vilches (2019)
- Nicolás Larcamón (2020)
- Damián Muñoz (2020)
- Martín Palermo (2020-2021)
- Damián Muñoz (2021-2023)
- Juan José Ribera (2023)
- Miguel Riffo (2023)
- Francisco Bozán (2024)
- Miguel Riffo (2024)
- Héctor Almandoz (2024-2025)
- Mauricio Benavente (2025)
- Emiliano Astorga (2025-)

## Otras secciones deportivas

### Fútbol femenino
El club albirrojo posee un equipo de fútbol femenino, que disputa la Primera B de fútbol femenino de Chile, desde la creación de la división en 2019. Desde la instauración de la rama femenina en 2009, "Las albirrojas" han logrado importantes resultados para el club, siendo el más importante, el conseguido por el equipo sub-17 en el año 2013, con la obtención del título nacional de Clausura de ese año, luego de vencer en la final a la Universidad de Chile por 2-0 en el partido de ida, jugado en el Estadio La Granja, y tras perder 3-1 en la vuelta, jugado en el Centro Deportivo Azul, vencer a las azules mediante la definición a penales, por un marcador de 3 a 2.
La jugadora más destacada de la historia del balompié femenino curicano es la delantera Javiera Grez, que formó parte de las inferiores del club y del equipo adulto, además de varias nominaciones a la Selección chilena, entre ellas para formar parte de la delegación que compitió en el Mundial de Francia 2019, jugando algunos minutos en el torneo.

### Fútbol sala
La institución también cuenta con un equipo de Fútbol sala, que disputa la Segunda División del Campeonato Nacional de Futsal ANFP. La rama surgió en Santiago, en donde jugaba como local, y cuyo mayor logro fue un subcampeonato nacional, el del Apertura 2017, debido a que perdió en la final ante la Universidad de Chile, por un marcador de 5 a 2, el 25 de julio de 2017, en el gimnasio del Boston College La Farfana de Maipú.
Tras descender a la Segunda División en 2019, la sección de futsal dejó de funcionar a mediados del año 2020. En 2021 el equipo volvió a competir tras ser refundado, esta vez con apoyo de la Corporación de Deportes de la Municipalidad de Curicó y con sede para sus partidos en el Polideportivo Omar Figueroa de la ciudad curicana, participando de la segunda categoría del Futsal chileno, logrando el ascenso a la principal división para 2022.
En 2023 el Curi Futsal desapareció como disciplina deportiva de la institución.
Palmarés
- Subcampeón del Campeonato Nacional de Futsal ANFP (1): Apertura 2017

### Voleibol
El 18 de junio de 2025 se presentó una nueva rama deportiva del club curicano, el equipo de voleibol femenino sub-18, a cargo del entrenador Gaspar Parraguez, y que participa de distintas competencias y copas de la Liga Maule Sub-18 Damas, junto a otros equipos de la región.

## Palmarés

### Torneos nacionales
- Primera B de Chile (2): 2008, 2016-17
- Tercera División de Chile (1): 2005
- Subcampeón de Primera B de Chile (2): Transición 2013, 2015-16
- Subcampeón del Campeonato de Apertura de la Segunda División de Chile (1): 1984
- Subcampeón de la Tercera División de Chile (2): 1993, 2004